# Vlag van de Servische Republiek
De vlag van de Servische Republiek in Bosnië en Herzegovina (Servisch: Државна застава Републике Српске, "Staatsvlag van de Republiek Srpska") is een horizontale rood-blauw-witte driekleur. Deze vlag is in gebruik sinds 24 november 1992 en is gebaseerd op de vlag van Servië. Het grootste verschil met die vlag, is dat in de vlag van de Servische Republiek in Bosnië en Herzegovina het wapen ontbreekt. Dit ontbreekt overigens ook in de civiele vlag van Servië. Daarnaast is de verhouding tussen de hoogte en de breedte van de vlag van de Servische Republiek 1:2 en van die van Servië 2:3.